# Graphidipus clavistigma
Graphidipus clavistigma är en fjärilsart som beskrevs av Louis Beethoven Prout 1926. Graphidipus clavistigma ingår i släktet Graphidipus och familjen mätare. Inga underarter finns listade i Catalogue of Life.